# Арнулф Клет
Арнулф Клет (Штутгарт, Немачко царство, 8. април 1905 — Шварцвалд, Баден-Виртемберг, Западна Немачка, 14. август 1974) био је немачки правник и политичар. Он је био први градоначелник Штутгарта после завршетка Другог светског рата, од 1945. године па до смрти 1974. године што га чини градоначелником са најдужим мандатом у историји владавине Штутгарта.

## Образовање
Након завршетка средње школе 1923. године, Арнулф Клет је уписао студије судске праксе на Универзитету у Тибингену. Звање доктора правних наука стекао је 1928 године. Од 1930. године у Штутгарту је радио као правник.

## Градоначелник Штутгарта
Пошто није био припадник и поштовалац Трећег рајха, Клет је од стране француске војне управе постављен на позицију првог човека Штутгарта 1945. године. На изборима који су се одржавали сваких осам година, 1956, 1964. и 1972. године, Клет је остваривао убедљиве победе. На позицији градоначелника задржао се до 1974. године када је и умро, након скоро 30 година владавине.

## Улога у реконструкцији града
Клетова улога у реконструкцији великог дела града уништеног током сукоба у Другом светском рату често је наилазила на критике због његове политике реконструкције. Већина зграда које су биле делимично оштећене, срушене су у потпуности, а њихов нови изглед није имао сличности са некадашњим. Најистакнутији пример за то је градска скупштина која је била саграђена у неоготском стилу, а замењена је модерним издањем грађеним 1953—1956. године. Железнички пролаз, отворен 1976. у центру Штутгарта, носи име по Арнулфу Клету.